# کامپراتی
کامپراتی (به ایتالیایی: Capocavallo) یک منطقهٔ مسکونی در ایتالیا است که در اومبریا واقع شده‌است. کامپراتی ۴۶۱ نفر جمعیت دارد و ۲۷۰ متر بالاتر از سطح دریا واقع شده‌است.